# Кухня Сан-Марино

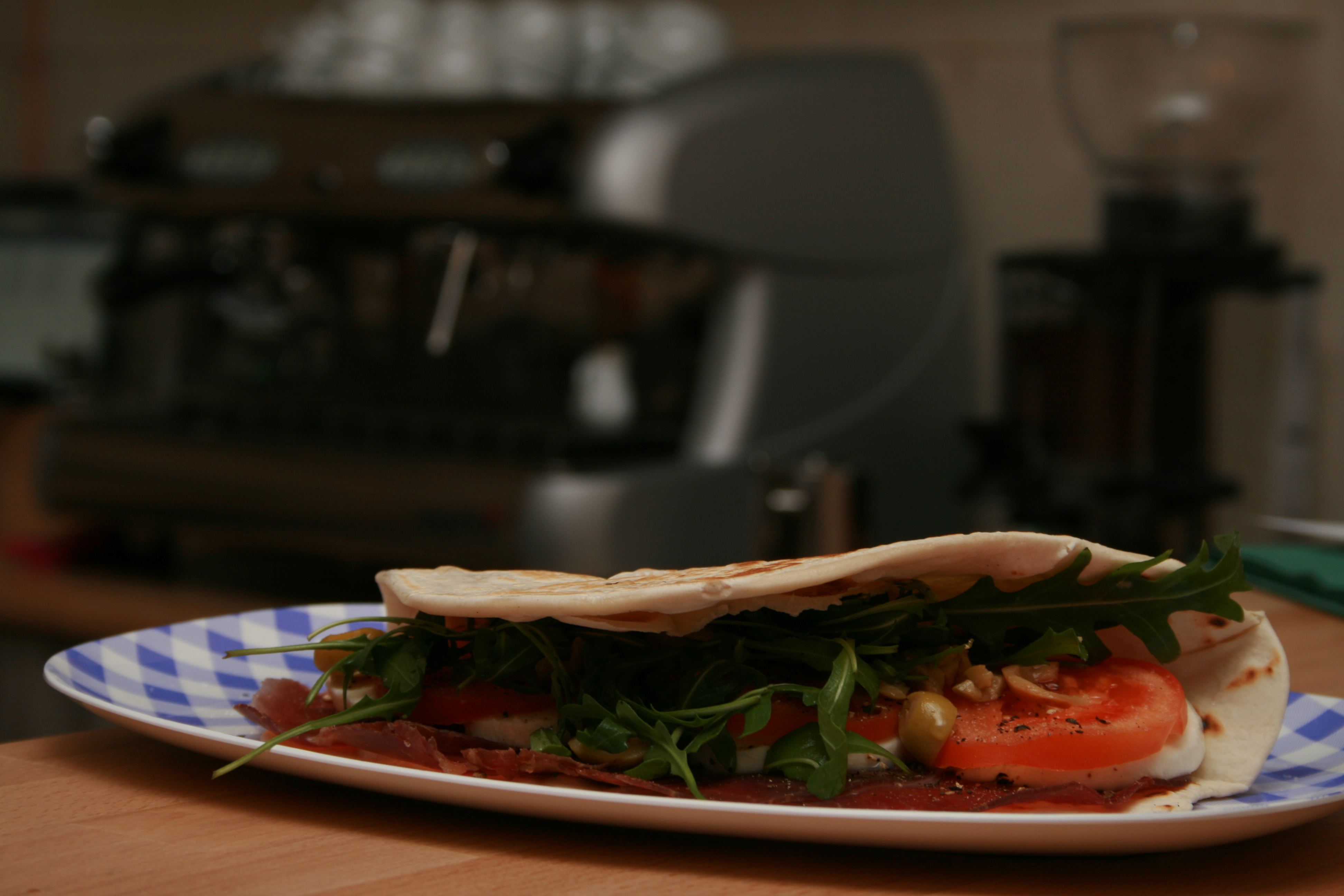
Лепёшка пьяда (пьядина) с брезаолой.

Кухня Сан-Марино — кухня карликового государства Сан-Марино, очень похожа на итальянскую, особенно кухню соседних регионов Эмилия-Романья и Марке, поскольку Сан-Марино со всех сторон окружено территорией Италии. Основными сельскохозяйственными продуктами Сан-Марино являются сыр, вино и домашний скот, а производство сыра является основным видом экономической деятельности в Сан-Марино.

## Блюда
Местные блюда включают фаджиоли кон ле котиш (fagioli con le cotiche), рождественский суп из фасоли и бекона; паста э чечи (pasta e ceci), суп из нута и лапши с чесноком и розмарином; ниди ди рондине (nidi di rondine) — запеченная паста с копченой ветчиной, говядиной, сыром и томатным соусом; и жареный кролик с фенхелем.
Эрбаццоне (erbazzone) — блюдо на основе шпината с сыром и луком. В Борго-Маджоре есть блюдо, называемое пиада, которое состоит из лепешек с различными начинками, аналогичное пьядине из Эмилии-Романьи. Пользуется популярностью и полента, как самостоятельное блюдо с различными дополнительными ингредиентами, или как гарнир.

## Десерты и сладости

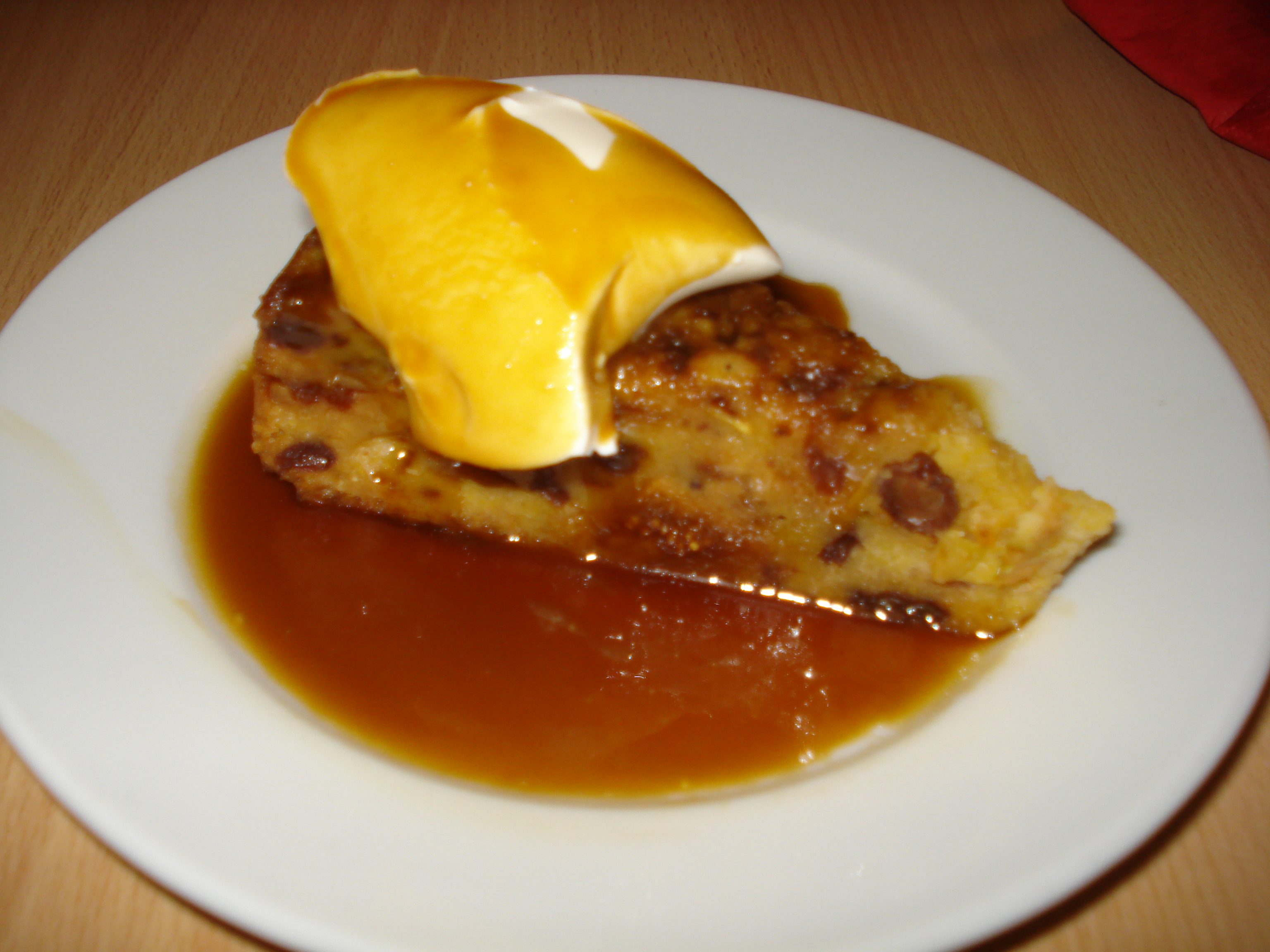
Бустренго

- Торт Тре Монти (Torta Tre Monti; «Торт Трех Гор/Башен»), названный в честь Трёх башен Сан-Марино[1][2] и похожий на слоёный вафельный торт, покрытый шоколадом.
- Торт Титано (Titano), многослойный десерт из печенья, фундука, шоколада, сливок и кофе, также вдохновленный центральной горой Сан-Марино, Монте-Титано.
- Бустренго, традиционный рождественский пирог с медом, орехами и сухофруктами[1][7].
- Верретта, десерт из фундука, пралине и шоколадных вафель.
- Каччателло, десерт из молока, сахара и яиц, похожий на крем-карамель.
- Zuppa di ciliegie — вишня, тушенная в подслащенном красном вине и подаваемая на белом хлебе[8].

## Алкогольные напитки

### Вино
В регионе производится ряд вин, таких как Брюгнето и Тессано (красные вина), а также Бьянкале и Ронкале (белые вина). Виноделие в Сан-Марино регулируется Винной ассоциацией Сан-Марино, которая также является крупным производителем вина.

### Ликёры и настойки
Ликёры, производимые в Сан-Марино включают Mistrà со вкусом аниса, Tilus со вкусом трюфеля и травяной Tamir Shachar.